# 野山
《野山》改编自著名作家贾平凹小说《鸡窝洼人家》，由颜学恕导演，影片1986年由西安电影制片厂出品。片中“换妻”等内容由于涉及传统伦理道德和农村政策，在当年中国内地引起广泛的争议，甚至一度险些失去参赛金鸡奖的资格。最终获得了第六届中国电影金鸡奖包括最佳影片在内的六项大奖。

## 获奖与提名
| 获奖与提名                 | 获奖与提名 | 获奖与提名   | 获奖与提名 |
| 评奖名称                   | 奖项       | 获得者       | 结果       |
| -------------------------- | ---------- | ------------ | ---------- |
| 第六届中国电影金鸡奖       | 最佳故事片 |              | 获奖       |
| 第六届中国电影金鸡奖       | 最佳导演   | 颜学恕       | 获奖       |
| 第六届中国电影金鸡奖       | 最佳编剧   | 颜学恕、竹子 | 提名       |
| 第六届中国电影金鸡奖       | 最佳女主角 | 岳红         | 获奖       |
| 第六届中国电影金鸡奖       | 最佳男配角 | 辛明         | 获奖       |
| 第六届中国电影金鸡奖       | 最佳录音   | 李岚华       | 获奖       |
| 第六届中国电影金鸡奖       | 最佳服装   | 麻利平       | 获奖       |
| 第八届法国南特三大洲电影节 | 最佳故事片 |              | 获奖       |

## 相关链接
1. ↑  《野山》：深山里蹦出来的金鸡奖 （页面存档备份，存于）新京报 2005年07月14日